# بیدار شدن در رنو
بیدار شدن در رنو (به انگلیسی: Waking Up in Reno) فیلمی محصول سال ۲۰۰۲ و به کارگردانی جردن برادی است. در این فیلم بازیگرانی همچون ناتاشا ریچاردسون، بیلی باب تورنتون، پاتریک سوویزی، شارلیز ترون، هولمز آزبرن و پنه‌لوپه کروز ایفای نقش کرده‌اند.